# Бёме, Гернот
Гернот Бёме (нем. Gernot Böhme, 3 января 1937, Дессау, Германия — 20 января 2022) — немецкий философ.
Гернот Бёме — бывший профессор Дармштадтского технического университета. Философ в первую очередь выделялся своими работами по эстетике, философии тела, философской антропологии, философии природы (натурфилософии), философии техники, а также видением философии как знания о том, как управлять своей жизнью. Был известен и за границами своей предметной области, является автором многочисленных публикаций о Платоне, И. Канте, Гёте, давал множество интервью и писал статьи в газеты и журналы, затрагивающие философскую проблематику. Г. Бёме своими работами стремился сохранить в условиях технической цивилизации идею о важности гуманности и роли природы. В частности, философ считал, что следует обратить особое внимание на телесность человека.

## Биография
Гернот Бёме изучал математику, физику и философию в Гёттингенском и в Гамбургском университетах. В 1966 году в Гамбурге ему была присуждена учёная степень кандидата наук за работу Über die Zeitmodi (исследование о понимании времени как настоящего, прошлого и будущего с особым вниманием к взаимосвязи этого феномена со вторым началом термодинамики). Интересом к философии он обязан своему наставнику Карлу Фри́дриху фон Вайцзе́ккеру, с которым тесно сотрудничал в Гамбурге, а затем в Штарнберге. Г. Бёме разделял с ним интерес к Платону и Канту, кроме того, оба философа были скептично настроены по отношению к критической, вторичной литературе и к господствующему мнению о том, что философа можно понять только в том случае, если полностью учитываешь и принимаешь его притязание на истину. С 1965 по 1969 Бёме был научным ассистентом Вайцзеккера в Гамбургском университете, а позже в Гейдельбергском университете помогал с научной деятельностью Георгу Пихту Архивная копия от 1 мая 2018 на Wayback Machine, двоюродному брату Вайцзеккера, который с 1965 по 1978 возглавлял кафедру религиозной философии в Гейдельбергском университете. В период между 1970 и 1977 Бёме занимался научной деятельностью в качестве сотрудника научно-исследовательского института общества Макса Планка в Штарнберге. В 1973 защитил докторскую диссертацию по теории времени в философии Платона, Аристотеля, Лейбница и Канта на Философском факультете Мюнхенского университета.
В 1977 году Бёме стал профессором философии в Дармштадтском техническом университете. Так как сфера его научных интересов была чрезмерно обширна, он активно принимал участие и в деятельности соседних кафедр. В область исследований Бёме входили классическая философия, теория времени, натурфилософия, эстетика, этика, техническая цивилизация, философская антропология. Одна из работ Бёме была направлена в первую очередь на попытку объединить филологические исследования Платона с историей науки. В итоге, им было изложено систематическое представление теоретической философии Платона. Данное исследование одновременно показывает, как из дискуссий представителей платоновской Академии возникли аристотелевские категории. «Введение в философию» Бёме было опубликовано несколькими тиражами в одном из ведущих европейских издательств Suhrkamp Verlag. С 1997 по 2001 Бёме был представителем университетской программы аспирантуры Механизация и Общество. Кроме того, он был временным членом исследовательского проекта «Экономическая культура через искусство» при Виттенском/Хердекском Университете. В 2002 Гернот Бёме ушел в отставку. С 2005 является директором частного Института «Практики философии» (IPPh) в Дармштадте.

## Классическая философия и этика
Практика философии (нем. Praxis der Philosophie) означает, согласно Герноту Бёме, формулирование жизненно важных вопросов и развитие самого искусства (умения) жить. В то же время практика философии связана и с работой над самим собой. Этой философской традицией отвергается статус философии как некой специальной науки, приписываемый ей современностью. Философия не является только лишь наукой, преподаваемой в университетах. Она представляет собой одновременно и мировую мудрость, и форму, образ жизни. Понимание философии как формы или образа жизни (нем. Lebensform) подразумевает, исходя из идей Сократа и традиций античной философии, развитие и воспитание себя как человека. Философия же как мировая мудрость (нем. Weltweisheit) отсылает к критической философии Иммануила Канта, который определил её, как ту философию, которая занимается и имеет дело с тем, что интересует каждого. При этом сегодня речь идет, прежде всего, о социально значимых вопросах. Сократ как тип — это антропологическое состояние, характеризующееся сознанием. Оно подразумевает чувствительность к неосознаванию себя, собственного существования, так сказать, чувствительность к не-самости («Daimonion» Сократа). Забота о собственном Я, собственной Самости не приводит при этом к тому, что человек отказывается от Другого в себе самом, не признает его. Для общения, связи с иррациональными компонентами своей Самости необходимо развивать такие формы, которые способны сделать эти компоненты поддающимися управлению, контролируемыми, необходимыми и полезными. При исследовании философии Канта Гернот Бёме выделился среди других аналитиков своей книгой «Другое разума: к развитию структур рациональности на примере Канта» (нем. Das Andere der Vernunft), опубликованной в соавторстве со его братом Хартмутом Бёме. При этом философ представляет критическую психоаналитически обусловленную точку зрения современной философии эпохи модерна. Кантианская теория познания оказывается, согласно Г. Бёме, теорией отчужденного познания, идеалом автономного разума человека, как тяжело приобретенная стратегия самообладания, сдержанности. В противоположность этому Бёме выступает за «Другое разума», в частности, за природу, человеческое тело, фантазию и воображение, желания и чувства. Тем самым Бёме вводит в философский дискурс новую интерпретацию Критики способности суждения — понятие «прекрасного» выводится через понятие «атмосфера» — и производит реконструкцию метафизических элементов, основ естествознания. Кроме того, Г. Бёме критикует кантианскую концепцию становления человека (очеловечения) посредством воспитания.

## Эстетика как Айстетика
Гернот Бёме стремится тематически расширить эстетику как философское учение. Он концентрируется на представлении эстетики как айстетики и как универсального учения о восприятии. Под айстетикой философ подразумевает не только обращение к пред-идеалистическому значению эстетики как «обучению чувственному познанию». Подразумевается и систематическое развитие новых эстетических форм восприятия, возникающих в результате открытия новых предметных областей айстетики — природы и дизайна. Таким образом, в центре внимания новой науки о восприятии должны находиться дизайн, природа и искусство. Задача эстетики состоит теперь не только в том, чтобы способствовать пониманию современного искусства, отражать его идеи в виде некоего посредника. Отвергается исключительно интеллектуальная интерпретация объектов искусства. Эстетика теперь охватывает и отражает новое отношение к природе, облик которой все больше формируется и опосредуется деятельностью человека. Особую роль в эстетике начинают играть настроения и аффекты. Атмосферы являются, согласно видению Г. Бёме, изначальной и ключевой, решающей действительностью для действия эстетического опыта, эстетики вообще. При этом речь идет о пространственных носителях настроений. Именно они составляют общую реальность воспринимающего и воспринимаемого. Это реальность воспринимаемого как сфера его присутствия и реальность воспринимающего, поскольку в некотором роде он тоже телесно присутствует в самоощущении атмосферы. Таким образом, Г. Бёме понимает восприятие как некую модальность телесного присутствия. При этом он делает акцент на чувствительном, эмоциональном компоненте. Восприятие — это прежде всего ощущение присутствия или ощущение определённой атмосферы. Атмосфера не относится ни к объекту, ни к субъекту, а представляет собой некое соприсутствие по эту сторону субъектно-объектного-разделения или расщепления (нем. die Subjekt-Objekt-Spaltung). Лишь позже происходит дифференциация атмосферы в соотношении некоего «Я-полюса» и «предметного полюса». После этого феномен атмосферы закрепляется в двойственной субъектно-объектной-структуре.

 При восприятии атмосферы я ощущаю, в каком окружении я нахожусь. Это восприятие, таким образом, имеет две стороны: с одной стороны, окружающая среда или обстановка, излучающая определённого качества настроения, с другой стороны пребываю я, участвуя посредством некой аффективной, эмоциональной вовлеченности в этом настроении и осознавая в данном душевном акте, что я сейчас именно здесь. […] Сказать иначе, атмосферы — это способ представления вещей и окружений, то, как они предстают перед воспринимающим.
— Гернот Бёме
Атмосферы неопределенным образом разлиты в пространстве. За феноменом атмосферы можно проследить лишь в акте познания, в свою очередь и сам данный феномен проявляется лишь через акт познания. Необходимо попасть под влияние атмосферы и быть аффективно затронутым ею. Например, в комнате может преобладать радостное, бодрое настроение или, наоборот, в ней может быть угнетающая обстановка. При этом подразумеваемся не субъективное настроение. Подобная атмосфера переживается внешне как псевдо-объективная. Данное переживание обозначается как общее состояние Я (или «состояние меня») и окружающего меня мира. Феномен атмосферного проживается как явление восприятия свободнопарящих качеств, неких сил и энергий в телесно-эмоциональном смысле или как встреча с полуперсонализированными силами природы. Бёме отличает разнообразные сущности, характеры атмосфер. К общественной сущности он причисляет богатство, силу и элегантность. Тепло, холод и свет (нем. Helligkeit) относятся к синестезии, совместному чувствованию, соощущению. Коммуникативная сущность атмосферы проявляется через напряженность, спокойствие или миролюбие. Двигательные впечатления при эмоциональной вовлеченности могут быть гнетущими, выражающими сжатие, возвышенными или волнующими. Выделяются ещё и настроения в более узком смысле, например, обстановка английского сада. В акте восприятия «Я» не только осознает присутствие чего-то, но и чувствует это телесно и ощущает при этом себя как наличествующую самость. Вещи создаются и распознаются при атмосферном ощущении через процессы сопротивления и отражения, дифференциации (различения) и сужения. Они воспринимаются динамически, так как именно ими порождают эти самые атмосферы и, следовательно, нашу душевную расположенность, эмоциональное состояние. Вещи характеризуются своей жестко определённой пространственной локализацией, материальностью (телесностью), идентификационной достоверностью и плотностью, как сосредоточенная в неком ограниченном пространстве сила атмосферно ощущаемой сущности, свойства. Лишь восприятие вещей конституирует двойную связь субъекта и объекта, дуальную субъектно-объектную-связь. При этом они (вещи) осмысляются как нечто фактическое и объективное вне субъекта.

## Антропология и философия тела
Под названием «Антропология в прагматическом смысле» (нем. Anthropologie in pragmatischer Hinsicht) Г. Бёме имеет в виду то, что человек на основе знаний о себе может сам из себя сделать. При этом гуманитарные науки XX века теперь формируют фундаментальные знания. Гуманность же обнаруживается в технически развитой цивилизации лишь посредством наблюдения некоего состояния сопротивления. С этой точки зрения Бёме подходит и к своей философии тела. В книге «Бытие тела как задача» (нем. Leibsein als Aufgabe) он показывает, что человеку технической цивилизации тело теперь не просто дано, он уже сам понимает и рассматривает себя всегда именно как тело. При этом тело определяется как «природа, которой мы сами собой являемся». Наше одушевленное тело, наша плоть (нем. der Leib) — это наша собственная природа, которая дана нам в собственном опыте, в самосознании; наше тело как телесная оболочка, как материальный объект (нем. der Körper) — это наша собственная природа, которая в данном отношении дается нам в чужом опыте. Самосознание должно, однако, отыскиваться лишь в выполнении особенных упражнений, чтобы затем прийти к истинному осознанию своей самости, основанному на «вовлеченной себя-данности» (нем. betroffener Selbstgegebenheit). Так как вовлеченность, аффективное беспокойство и эмоциональная озабоченность более всего ощутимы при переживании негативного опыта, то центральная роль в антропологии Бёме отводится боли. Он говорит о «рождении субъекта из боли». Согласно Бёме, только на основе ощущения, переживания телесной близости с самим собой, становятся возможными решения, которые сегодня требуется принимать человеку как «дееспособному больному» (нем. mündige Patient). В соавторстве со своей женой Бёме написал книгу о соответствующем этим соображениям преодолении болезней «С болезнью живут» (нем. Mit Krankheit leben).

## Философия техники, науки и времени
В 1970е Гернот Бёме вместе с Вольфгангом ван ден Дэле и социологом Вольфгангом Кроном в научно-исследовательском институте общества Макса Планка в Штарнберге выдвинули тезис о финализации науки Архивная копия от 3 апреля 2018 на Wayback Machine. Двусмысленность названия — «finis» означает одновременно время и конец — вызвало прежде всего со стороны членов Союза свободы науки (BFW) резкую критику, будто бы авторы хотели ограничить автономию науки. Однако концепция финализации науки устанавливает, скорее всего вслед за учением Томаса Сэмюэля Куна о парадигмах в науке, трехфазную модель эволюции научной дисциплины: допарадигмальная (исследовательская) фаза, парадигмальная и постпарадигмальная фазы, — чтобы поставить применение самой науки на научную основу. После стадии испытания (англ. trial) и ошибки (англ. error) научная дисциплина вступает в парадигмальную фазу, которая в конечном итоге приводит к фундаментальной теории. На её основе в рамках третьей постпарадигмальной фазы «финализации» происходит дифференциация или расслоение теории, сопровождаемое тенденцией «функционализации» (приспособления) для нужд практики отдельных теоретических положений. Тезис о финализации был подвергнут многочисленным тематическим исследованиям, исследованиям на конкретных примерах. Бёме продолжил развивать эти положения, рассматривая экологию как нормативное направление естествознания, и позже расширил данную концепцию до «критической» теории развития техники. При этом он руководствовался «интересом к разумным состояниям», ссылаясь на Макса Хоркхаймера. Бёме опубликовал научно-теоретические сочинения о формировании количественных понятий и методах измерения. При этом он различает познавательно-теоретический этап (гносеологический шаг), а именно концептуальную организацию феноменологического поля (квантификация), и научно-теоретический этап, то есть математическое отражение (теория шкал). Кроме того, вместе с социологом Нико Стэнром в 1985 году Бёме разработал концепцию «общества знания». Будучи одним из членов и лидеров школы социологии науки, так называемой Штарнбергской группы, Г. Бёме поддерживал новую концепцию социологии знания, согласно которой отсутствует принципиальное различие между социальными и естественными науками. Естествознание трактовалось, таким образом, столь же социально обусловленным и зависящим от субъекта, как и обществознание. В основе концепции Штарнбергской группы было утверждение, что фундаментальные науки о природе уже совершили все открытия, и далее наука развивается под влиянием внешних целей: предотвращением угрозы войны, экологической безопасности и др. В свою очередь Нико Стерн развивал идею о том, что социальные процессы теперь стоит рассматривать как следствия применения социальных наук. Вместе взятые принципы социальной обусловленности познания, включающие социальную обусловленность познавательных средств, формирование теории под воздействием социальных целей и развитие общества как следствие применения социальных наук и составил концепцию «общества знания», под которым понимается такое общество, которое функционирует на основе знания и само участвует в его формировании. Как представитель философии времени Гернот Бёме уже подтвердил свои глубокие знания в данной области и в историческом аспекте, и в систематическом, защитив диссертацию и получив место в профессуре. Понимая время как реальный, действительный параметр, он противопоставлял временной опыт как длительность, с одной стороны, и организующую функцию времени как ритмическую структуру бытия, например, деление на сезоны и деление времени суток, с другой стороны. Против господствующего в аналитической философии двойного понимания времени как серии положений, которые упорядочиваются в прошлом, настоящем и будущем, и как серии позиций, которые упорядочиваются понятиями раньше и позже, Бёме ввел новую принципиальную дихотомию, а именно: время как средство представления и изображения и время как форма живого существования. Форма живого существования — это время, которое мы сами, наличествуя в бытии, переживаем, узнавая существующее вокруг: наше существование, то, что мы являемся здесь и сейчас, само по себе распространяется во времени — словно некая мелодия.

## Дармштадская формула отказа
Участию науки в оборонной промышленности в ходе гонки вооружений и так называемого Двойного решения НАТО Гернот Бёме хотел противопоставить индивидуальную морализацию науки и моральное обращение с наукой. В этих условиях он придерживался следующего принципа: прежде всего необходимо начать с себя, если есть желание изменить что-либо на общественном уровне. В поддержку данной максимы, в 1984 году Г. Бёме принял активное участие в разработке Дармштадской формулы отказа, целью которой было нормативное фиксирование моральной деятельности и ангажированности ученых, а также влияние на общественность:

 Я заявляю, что в рамках своей деятельности в качестве ученого или инженера я не хочу участвовать в развитии военного вооружения. Скорее я буду стремиться внести просвещенческий вклад моей специальности в развитие военного производства и противодействовать военному использованию научных и технических знаний.
— Дармштадской формулы отказа 
Это заявление было разработано Дармштадтской инициативой по разоружению и подписано около 130 учеными и инженерами. Моральное давление должно было действовать на людей, занятых исследованиями в области разработки вооружения, и способствовать лишению интеллектуального потенциала эскалации гонки в области вооружённых сил, которую так опасался Бёме. Гернот Бёме был первым, кто подписал Дармштадскую формулу отказа.

## Награды, юбилейные сборники и статьи
- К шестидесятилетию Гернота Бёме был опубликован юбилейный сборник «Познание и бытие природы» (нем. Naturerkenntnis und Natursein).[33]
- К уходу Г. Бёме на пенсию в 2002 году в журнале Эстетика была опубликована почетная статья в честь него.[34]
- В 2003 году Г. Бёме был удостоен приза Denkbar-Preis für obliques Denken.
- По случаю семидесятого дня рождения философа появился юбилейный сборник Практики философии.[35]

## Публикации

### Статьи на немецком языке
- Alternativen der Wissenschaft, Frankfurt am Main : Suhrkamp 1980, ISBN 978-3-518-07934-8 (Reihe: Suhrkamp-Taschenbuch Wissenschaft ; 334).
- Mit Hartmut Böhme: Das Andere der Vernunft. Zur Entwicklung von Rationalitätsstrukturen am Beispiel Kants. Frankfurt am Main 1983. (2. Auflage 1985, 3. Auflage 1989, 5. Auflage 2007)
- Anthropologie in pragmatischer Hinsicht. Suhrkamp, Frankfurt am Main 1985, ISBN 3-518-11301-1.
- Der Typ Sokrates. Suhrkamp, Frankfurt am Main 1988, ISBN 978-3-518-57925-1.
- Als Hrsg.: Klassiker der Naturphilosophie. Beck, München 1989.
- Atmosphäre: Essays zur neuen Ästhetik. Frankfurt am Main 1995, ISBN 3-518-11927-3.
- Theorie des Bildes. Fink, München 1999.
- Aisthetik. Fink, München 2001.
- Die Natur vor uns. Naturphilosophie in pragmatischer Hinsicht. Kusterdingen 2002, ISBN 3-906336-33-6.
- Leibsein als Aufgabe. Leibphilosophie in pragmatischer Hinsicht. Kusterdingen 2003, ISBN 3-906336-38-7.
- Platons theoretische Philosophie. WBG, Darmstadt 2004.
- Mit Hartmut Böhme: Feuer, Wasser, Erde, Luft. Eine Kulturgeschichte der Elemente. Beck, München 2004, ISBN 978-3-406-51067-0.
- Goethes Faust als philosophischer Text. Die Graue Edition, Kusterdingen 2005.
- Mit Farideh Akashe-Böhme: Mit Krankheit leben. Von der Kunst, mit Schmerz und Leid umzugehen. München 2005, ISBN 3-406-52790-6.
- Mit Gregor Schiemann und Dieter Mersch (Hrsg.): Platon im nach-metaphysischen Zeitalter. WBG, Darmstadt 2006.
- Architektur und Atmosphäre. München 2006, ISBN 3-7705-4343-2.
- Mit Gisbert Hoffmann: Benn und Wir. Existentielle Interpretationen zu Gedichten von Gottfried Benn. Berlin 2007, ISBN 978-3-936532-81-4.
- Invasive Technisierung. Technikphilosophie und Technikkritik. Kusterdingen 2008, ISBN 978-3-906336-50-3.
- Mit W. R. Lafleur und S. Shimazono (Hrsg.): Fragwürdige Medizin. Unmoralische Forschung in Deutschland, Japan und den USA im 20. Jahrhundert. Frankfurt am Main 2008, ISBN 978-3-593-38582-2.
- Ethik leiblicher Existenz. Über unseren moralischen Umgang mit der eigenen Natur. Suhrkamp, Frankfurt am Main 2008, ISBN 978-3-518-29480-2
- (Hg.) Kritik der Leistungsgesellschaft. Bielefeld und Basel 2010, ISBN 978-3-89528-797-8
- Geschichte im Querblick. Die Weimarer Republik in der Perspektive eines Zeitgenossen. Schöningh, Paderborn 2012, ISBN 978-3-506-77323-4
- (Hg.), Alternative Wirtschaftsformen. Bielefeld 2012, ISBN 978-3-89528-931-6
- Ich-Selbst. Über die Formation des Subjekts. Paderborn, Wilhelm Fink Verlag 2012. ISBN 978-3-7705-5386-0
- Bewusstseinsformen. Paderborn, Wilhelm Fink Verlag 2013, ISBN 978-3-7705-5530-7
- Ästhetischer Kapitalismus. Suhrkamp, Berlin 2016, ISBN 978-3-518-12705-6.
- Leibsein als Aufgabe: Leibphilosophie in pragmatischer Hinsicht, Die graue Reihe. Bd. 69. 2. Aufl. Zug/Schweiz : Die Graue Edition, 2017 — ISBN 978-3-906336-69-5
- Kultur der Privatheit in der Netzgesellschaft <Veranstaltung, 2016, Darmstadt>; Böhme, G. ; Gahlings, U. (Hrsg.): Kultur der Privatheit in der Netzgesellschaft. Bielefeld : Aisthesis Verlag, 2018 — ISBN 978-3-8498-1265-2

### Статьи на английском языке
- Gernot Böhme: «THE VOICE IN BODILY SPACE». Dialogue and Universalism 4:54-61. Архивная копия от 18 сентября 2018 на Wayback Machine
- Gernot Böhme: «MY BODY—MY LIVED BODY». Dialogue and Universalism 4:44-53. Архивная копия от 18 сентября 2018 на Wayback Machine
- Gernot Böhme: «LIGHT AND SPACE. ON THE PHENOMENOLOGY OF LIGHT». Dialogue and Universalism 4:62-73. Архивная копия от 3 мая 2018 на Wayback Machine
- Gernot Böhme: «The Concept of Body as the Nature We Ourselves Are». The Journal of Speculative Philosophy, Vol. 24, No. 3 (2010), pp. 224–238
- Gernot Böhme: «Kant’s Aesthetics: a new perspective». Thesis Eleven, Volume: 43 issue: 1, pp. 100—119
- Gernot Böhme: Atmosphere as the Fundamental Concept of a New Aesthetics. Thesis Eleven 1993; 36; 113 DOI: 10.1177/072551369303600107
- Gernot Böhme: Ethics in Context: The Art of Dealing with Serious Questions, Polity 2001
- Gernot Böhme: Invasive Technification: Critical Essays in the Philosophy of Technology, Continuum 2012
- Gernot Böhme: Atmospheric Architectures: The Aesthetics of Felt Spaces, Bloomsbury 2017
- Gernot Böhme: Critique of Aesthetic Capitalism, Mimesis 2017

### Статьи на русском языке
- Гернот Бёме: «Атмосфера» как фундаментальное понятие новой эстетики. METAMODERN — ЖУРНАЛ О МЕТАМОДЕРНИЗМЕ 2018 Архивная копия от 10 августа 2018 на Wayback Machine